# Frederik Holst (médecin)
Pour les articles homonymes, voir Frederik Holst.
Frederik Holst (14 août 1791, Holmestrand – 4 juin 1871, Oslo) est un médecin norvégien. Il est la première personne à avoir soutenu une thèse de doctorat en Norvège en 1817,. Il est considéré comme un pionnier important de la médecine en Norvège. Il est nommé professeur en 1824. Ses travaux ont eu une influence significative sur le traitement médical des prisonniers et des victimes de troubles psychiques. En 1831, il est nommé membre de l'Académie royale des sciences de Suède.